# José Luis Estellés
José Luis Estellés Dasí (Bétera, Valencia, 2 de octubre de 1964) es un clarinetista y director de orquesta español. En la actualidad combina su actividad como director y solista con la docencia (profesor de música de cámara en la Hochschule für Musik und Tanz Köln y profesor de clarinete y director del MSKN MasterEnsemble en Musikene - Centro Superior de Música del País Vasco en San Sebastián). Desde 2021 reside en la ciudad de Colonia.

## Biografía

### Formación
Comienza a recibir clases de clarinete en el Centro Artístico Musical de Bétera, donde ya en 1976 comienza a dar sus primeros conciertos de música de cámara, y al año siguiente ofrece su primer concierto como solista con la banda de música de dicho centro.
En 1984 finaliza sus estudios de clarinete en el Conservatorio Superior de Música de Valencia obteniendo brillantes calificaciones. Sus principales profesores fueron Juan Vercher y Lucas Conejero.  A los veintiún años ingresa en la Joven Orquesta Nacional de España (1986-1989). En 1988 prosigue sus estudios en la Guildhall School of Music and Drama GSMD de Londres con Antony Pay, con becas concedidas por el Ministerio de Cultura  y el British Council. Otros clarinetistas con los que completó su formación fueron Thea King (English Chamber Orchestra) y Michelle Zukovsky (Los Angeles Philharmonic Orchestra).

### Actividad
En 1986 obtiene el empleo de Profesor Especial de Clarinete en el Conservatorio Superior de Música Eduardo Martínez Torner de Oviedo, puesto que abandona en 1988 para proseguir sus estudios en Londres. Allí crea un conjunto de cámara, el Grupo Manon (1989-1997), junto a Amparo Lacruz, Víctor Ambroa y Andreu Riera, con los que actuará en los principales festivales españoles y en el extranjero. A su vuelta a España en 1991, colabora con orquestas como la Orquesta Ciudad de Barcelona y la Orquesta Filarmónica de Gran Canaria y obtiene plaza en la recién creada Orquesta Sinfónica del Principado de Asturias. Meses más tarde se traslada a Granada, donde gana la plaza de solista de clarinete de la Orquesta Ciudad de Granada, puesto que ocupó hasta 2021.
Empezó su carrera internacional como intérprete al ser invitado, en representación del Ministerio de Cultura español, al festival de jóvenes solistas "Concerti per l’Europa" (Venecia, 1989), y de RNE al "Concierto Norte-Sur" de la UER (Copenhague, 1992).
En el año 2000 fundó TAiMAgranada (Taller Andaluz de Interpretación de Música Actual), del cual fue su Director Artístico promoviendo la difusión de la música contemporánea. Además, ha dirigido como invitado importantes formaciones, como la London Sinfonietta, la Joven Orquesta Nacional de España, la Joven Orquesta Nacional de Cataluña, la Orquesta Joven de Andalucía, la Orquesta Sinfónica de Bulgaria, la Orquesta Sinfónica de Navarra, The Soloists of London,  I Solisti di Perugia, la Orquestra de València, la Orquesta de Extremadura, la Orquesta Filarmónica de Málaga o la Orquesta Ciudad de Granada, entre otras, y en salas tan prestigiosas como Auditorio Nacional de Madrid, el Palau de les Arts de Valencia, Auditorio Manuel de Falla de Granada, Kursaal de San Sebastián, L'Auditori de Barcelona, Gran Teatro Falla de Cádiz o The Warehouse de Londres.
Asimismo, ha actuado como solista con la Orquesta Sinfónica del Principado de Asturias, Bilbao Orkestra Sinfonikoa, Orquesta de Extremadura, Orquestra de València, Orquesta Ciudad de Granada, Camerata Salzburg, Sinfonia Varsovia, Orquesta Sinfónica de la Comunidad de Madrid y Joven Orquesta Nacional de España, entre otras.
Conjuntamente con su actividad artística, Estellés ejerce la docencia en distintos centros, como el Aula de Música de la Universidad de Alcalá —entre 1995 y 2005—, desde 2001 en el Centro Superior de Música del País Vasco Musikene (San Sebastián) —del que fue director artístico en el curso 2008/2009 y director de estudios orquestales entre 2003 y 2009— y Codarts (Róterdam, en donde fue Profesor Invitado Permanente desde 2003 hasta 2015. Fuera de España, también ha sido invitado en prestigiosos centros de enseñanza en Francia (Festival Casals, Prades), en Reino Unido (Guildhall School of Music and Drama de Londres), en Finlandia (profesor invitado en la Sibelius-Akatemia) y en Holanda (Utrecht y Rotterdam Konservatorium), así como en Suiza, Portugal, Alemania, México  y Estados Unidos. Asimismo, ha sido miembro del jurado de distintos concursos de interpretación en España (Dos Hermanas, Concurso Internacional de Música de Cámara "Antón García Abril" en Baza, CIBM en Valencia) y Alemania (Concurso Internacional de la ARD Aeolus Musik Wettbewerb, Düsseldorf). En 2007, fue director artístico de Cameralia-Festival y Academia Internacional de Música de Cámara de Galicia.
En el año 2021 obtiene la cátedra de Música de Cámara de Viento en la Universidad de Música y Danza de Colonia.

## Grabaciones
Estellés ha ido completando su actividad artística con numerosas grabaciones que reflejan tanto su faceta como clarinetista como la de director orquestal en interpretaciones que abarcan desde el clasicismo hasta la creación contemporánea. 
En la década de 1990 realizó grabaciones con el Grupo Manon para los sellos Audiovisuals de Sarria (Guinjoan, Casablancas, Soler) y Anacrusi (Messiaen), y también inició sus colaboraciones con el Orpheus Quartett produciendo dos CD para los sellos Turtle Records (Brahms) [Grabación extraordinaria - Klassic Heute, Álbum de cinco estrellas - Seen & Heard, Nominada al lanzamiento del año - Audio Notes]  y Emergo Classics (Keuris) [Nominada al lanzamiento del año - The Clarinet Magazine, CD de la semana - Radio Clásica Holandesa]
En la primera década del siglo XXI, tras sus inicios como director orquestal, inicia una serie de grabaciones para el sello propio del Centro Superior de Música del País Vasco (Musikene), que incluye numerosas recuperaciones históricas, estrenos y primeras grabaciones mundiales de música de compositores vascos. Al primer disco, que presenta la Gran Partita KV361 de W.A. Mozart le sucede un registro de obras de Guridi y Brahms/Schoenberg (con la primera grabación mundial de "Leyenda vasca" y de "Saison des Semailles - Le soir"), y otro con estrenos y primeras grabaciones de obras de los compositores Luis de Pablo, Lazkano, Edler-Copés y la recuperación de la "Rapsodia Basque op. 9" de Charles Bordes. El último CD de esta serie corresponde al estreno, en versión concierto, de la única ópera de Pablo Sorozábal: "Juan José, drama lírico popular en tres actos". ["Grabación de gran trascendencia histórica". Recomendado - CD Compact]. Las demás grabaciones en estos años corresponden a su actividad como clarinetista: un CD para NAXOS con el concierto "Cantos del alma" de Lorenzo Palomo, junto a María Bayo, Jean-Jacques Kantorow y la Orquesta Ciudad de Granada, el "Cuarteto de Agrippa" de García Abril para el sello VERSO, y "Poética" y "Manantial de luz" de Torres para KAIROS [Disco excepcional - SCHERZO].
A partir de 2010 José Luis Estellés combina con regularidad sus grabaciones como clarinetista y director orquestal. Son algunos ejemplos su CD para Komponisten Poliphonie con música de Camarero, la grabación junto al Trío Arbós para VERSO de obras de Erkoreka, y la primera grabación mundial, también en el sello VERSO, de los conciertos para instrumentos de metal y orquesta de Colomer, dirigiendo a la Orquesta Ciudad de Granada junto a los Spanish Brass Luur Metalls, Luis González y Javier Bonet. En 2015 inicia su relación artística con el sello IBS Classical, grabando el CD "Clarinet Quintets" (Mozart y Weber) junto al Jousia Quartet. [Melómano de oro - Revista Melómano] En 2016 graba el CD "Bacarisse Conciertos", con el primer registro mundial de tres obras concertantes de Salvador Bacarisse, dirigiendo a la Orquesta Filarmónica de Málaga y a los miembros del Trío Arbós como solistas. [Melómano de oro - Revista Melómano].  